# Music-hall de Saint-Pétersbourg
Le Music-hall de Saint-Pétersbourg est un théâtre d'État russe de la ville de Saint-Pétersbourg. Il a été fondé en 1928.

## Histoire
Le 5 décembre 1928, le music-hall de Léningrad a ouvert ses portes avec la première de « Les merveilles du XXe siècle ou Le dernier transporteur » (dirigé par David Gutman) dans l'Opéra de la Maison du Peuple. Le théâtre est devenu très populaire grâce à la coopération entre Isaac Dounaïevski et le Théa-jazz de Léonid Outiossov. À partir de 1929, Dounaïevski devint directeur musical et chef principal du music-hall. La troupe du théâtre a créé plusieurs programmes vocaux-instrumentaux où L. Outessov et Klavdia Chouljenko chantaient les rôles principaux. Le metteur en scène Nikolaï Petrov, le décorateur de théâtre Nikolaï Akimov et le compositeur Dmitri Chostakovitch ont participé au processus de leur création. En 1937, le music-hall de Léningrad a été fermé comme étant un vecteur d'art bourgeois.
En 1966, la deuxième version du music-hall de Léningrad est née à Léningrad. Il a été fondé et a commencé son travail sous la direction artistique d'Ilya Yakovlevitch Rakhline. Pendant la période de 1966 à 1988, le music-hall fonctionnait dans le Palais de la Culture de l'administration locale. Ici, le music-hall a organisé toutes ses premières. À la fin des années 1970, le bâtiment de l'Opéra de la Maison du Peuple a été remis au music-hall réanimé. Cependant, le théâtre n'a pu ouvrir ses portes à de nouveaux spectateurs qu'en 1988. En avril 1987, Rakhline a ouvert des classes spéciales pour les enfants, qui fonctionnent encore aujourd'hui dans le théâtre.
De 2002 à 2004, le théâtre était dirigé par le fils de Rakhline, Lev Rakhline. Entre 2004 et 2010, il était dirigé par A. Platounov. À partir de 2010, le théâtre est exploité sous Evgueni Koulikov. En avril 2011, le Music Hall a organisé la première de « Gagarine ». Le théâtre crée des spectacles basés à la fois sur des contes de fées traditionnels (Cendrillon, Morozko, Mowgli et Les Musiciens de la ville de Brême) et modernes. En 2007, le Music Hall a présenté Jack Sparrow au Pôle Nord, qui était leur propre version basée sur le célèbre film Les Pirates des Caraïbes. Depuis le début de 2011, la deuxième scène du théâtre présente le spectacle Cabaret Voyage et en octobre 2011, elle a organisé la première du spectacle Rêves colorés de la nuit blanche.

## Bâtiment
Le Music Hall est situé dans le bâtiment de la salle de conférence de la Maison du Peuple qui a été construit à l'initiative du prince d'Oldenbourg par l'architecte de la Cour royale, G. Lucedarsky en 1910-1912.

## Voir également
- Music-hall de Moscou
- Music-hall